# Alfred Larsen

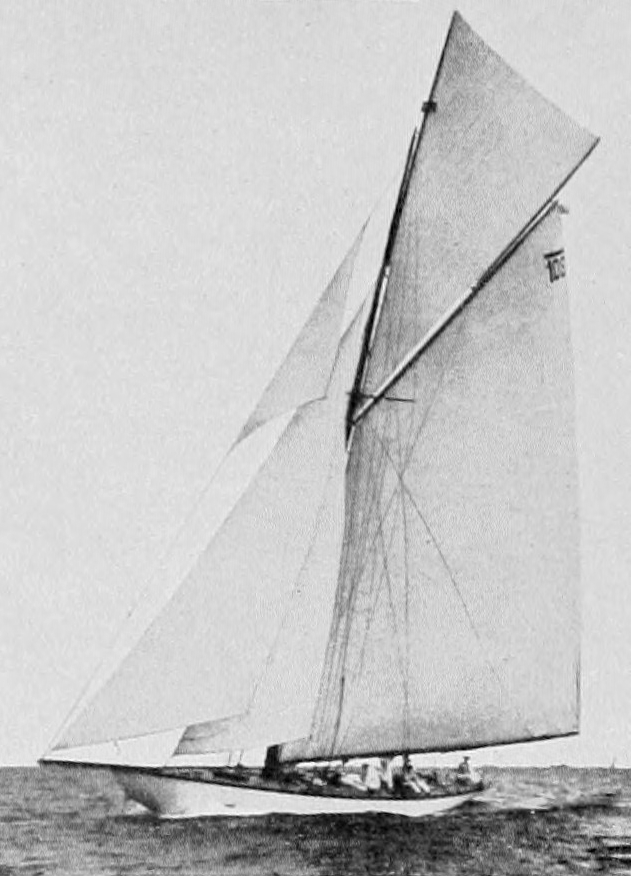
Magda IX, 12-Meter-Klasse, Goldmedaille 1912

Alfred Waldemar Garmann Larsen (* 24. November 1863 in Oslo; † 10. September 1950 ebenda) war ein norwegischer Segler.

## Erfolge
Alfred Larsen, der für den Kongelig Norsk Seilforening segelte und von 1909 bis 1913 dessen Vorsitzender war, wurde 1912 in Stockholm bei den Olympischen Spielen in der 12-Meter-Klasse Olympiasieger. Er war Crewmitglied und Eigner der Magda IX, die in beiden Wettfahrten der Regatta den ersten Platz belegte und damit den Wettbewerb vor den einzigen beiden Konkurrenten gewann, dem schwedischen Boot Erna Signe von Skipper Nils Persson und dem finnischen Boot Heatherbell von Skipper Ernst Krogius. Zur Crew der Magda IX gehörten außerdem sein Sohn Petter Larsen sowie Nils Bertelsen, Eilert Falch-Lund, Halfdan Hansen, Arnfinn Heje, Magnus Konow, Christian Staib und Carl Thaulow. Skipper und Konstrukteur der Yacht war Johan Anker. Larsen besaß insgesamt 13 Boote unterschiedlicher Meter-Länge, die er alle Magda taufte.
Von Beruf war Larsen Wein- und Spirituosenhändler, der insbesondere im Importgeschäft sehr aktiv war. 1884 übernahm er das 1847 von seinem Vater gegründete Familienunternehmen, das unter seiner Leitung zu einem der national führenden seiner Branche wurde. 1912 erhielt er das Ritterkreuz des Sankt-Olav-Ordens. Zudem war er Träger des portugiesischen Ordens unserer lieben Frau von Vila Viçosa.